# 第3装甲師団 (ドイツ連邦陸軍)
第3装甲師団（ドイツ語：3. Panzerdivision）は、ドイツ連邦陸軍の師団のひとつ。1994年に解散した。師団の部隊は主に北部ドイツ平原のエルベ川・ヴェーザー川間一帯に駐屯していた。

## 歴史

### 第1次編制
1956年7月2日にドイツ連邦陸軍初の機甲部隊としてハンブルクにおいて第3装甲師団として、A3装甲戦闘群（ハンブルク）、B3装甲戦闘群（フレンスブルク）および第3砲兵連隊を基幹に編成され、第1軍団に所属した。1958年に師団は北大西洋条約機構に結合され、同年後半に師団司令部はブクステフーデに移転する。
- A3装甲戦闘群
- B3装甲戦闘群
- 師団隷下の部隊
  - 第3装甲擲弾兵大隊
  - 第13装甲擲弾兵大隊
  - 第3戦車大隊
  - 第13戦車大隊
  - 第3装甲偵察大隊
  - 第3装甲猟兵大隊
  - 第3砲兵連隊
  - 第3防空大隊
  - 第3装甲工兵大隊
  - 第3装甲通信大隊
  - 第3衛生大隊（1957年に第1装甲擲弾兵師団に配転し第1衛生大隊となる）
  - 第3補給大隊
  - 第3整備大隊
  - 第3軽車両整備中隊
  - 第3野戦憲兵中隊
  - IBとIIB軍楽隊

また、師団には短期間であったがC3戦闘群とA6戦闘群が所属していた。その後1959年に隷下部隊は第6装甲擲弾兵師団と第7装甲師団に配転する。

### 第2次編制
1960年の第2次編制により師団は再改編された。隷下の戦闘群はそれぞれ第7装甲擲弾兵旅団と第8装甲師団に改称・改編される。他の隷下部隊には第9装甲教導旅団（旧装甲教導群）があった。これは装甲猟兵の教育部隊で、装甲部隊、装甲擲弾兵部隊、装甲偵察部隊で構成され、ニーダーザクセン州ミュンスターやブレーメン州ブレーメンに集約して駐屯していた。1958年、装甲部隊学校（de:Ausbildungszentrum Panzertruppen）は既に設立されており、平時は装甲教導旅団は学校の隷下にあったが、第2次編制により第9装甲教導旅団として師団に配転される。
- 師団司令部中隊
- 第3砲兵連隊
- 第31野戦砲兵大隊
- 第3防空大隊
- 第3通信大隊
- 第3装甲偵察大隊
- 第3工兵大隊
- 第3衛生大隊
- 第430整備大隊
- 第3軍楽隊

### 第3次・第4次編制
第4次編制では整備と補給大隊が隷下におさまる。1980年代初頭に第4次編制が完成する。
- 師団司令部中隊
- 第7装甲擲弾兵旅団　在ハンブルク
- 第8装甲旅団　在リューネブルク
- 第9装甲教導旅団　在ミュンスター
- 第3砲兵連隊　在シュターデ
- 師団直轄部隊
  - 第3防空連隊　在ハンブルク
  - 第3装甲偵察大隊　在リューネブルク
  - 第3工兵大隊　在シュターデ
  - 第3通信大隊　在ブクステフーデ
  - 第3通信中隊　在ローテンブルク (ヴュンメ)
  - 第3衛生大隊　在ハンブルク
  - 第3整備大隊　在ローテンブルク
  - 第3軍楽隊　在リューネブルク
  - 第3特殊武器防護大隊　在ミュンスター
  - 第31から第35野戦予備大隊（非現役）
  - 第36猟兵大隊（非現役）　在ゼーヴェン＝アスペ
  - 第37猟兵大隊（非現役）　在ブクステフーデ
  - 第38警備大隊（非現役）　在ゼーヴェン＝アスペ

### 第5次編制
第5次編制で師団は解散することになり、第8装甲旅団と第3砲兵連隊は解散。第7装甲擲弾兵旅団は第6装甲擲弾兵師団へ、第9装甲教導旅団は第7装甲師団に配転される。直轄部隊は第3防空連隊、第3工兵大隊、第3通信大隊、第3補給大隊、第3装甲偵察大隊、第3特殊武器防護大隊および第3陸軍航空隊が第1装甲師団へ縮小のうえで配転する。また、第3軍楽隊は第6装甲擲弾兵師団へ、第3衛生大隊は第8防衛管区司令部に配転し、1994年9月30日に師団は解散する。

### 実働任務
災害対処
1962年のエルベ運河1962年洪水（de:Sturmflut 1962）と1976年のエルベ運河洪水の対処や、1979年1月の北部ドイツ雪害（de:Schneekatastrophe in Norddeutschland 1978）に出動した。
国外活動
1993年に師団の一部部隊が第二次国際連合ソマリア活動の枠組みで派遣される。

## 歴代師団長
| 代 | 氏名                                                                                       | 着任          | 離任          |
| -- | ------------------------------------------------------------------------------------------ | ------------- | ------------- |
| 1  | ヴェルナー・ハックス陸軍少将 Werner Hax                                                    | 1956年9月3日  | 1958年7月14日 |
| 2  | クリスチャン・ミュラー陸軍少将 Christian Müller                                            | 1958年7月15日 | 1961年9月20日 |
| 3  | ハンス＝ウルリヒ・クランツ陸軍少将 Hans-Ullrich Krantz                                     | 1961年10月1日 | 1962年9月30日 |
| 4  | ハンス＝ゲオルク・テンペルホーフ陸軍少将 Hans-Georg Tempelhoff                             | 1962年10月1日 | 1967年3月31日 |
| 5  | ベルント・フライターク・フォン・ローリングホーフェン陸軍少将 Bernd Freytag von Loringhoven | 1967年4月1日  | 1967年9月30日 |
| 6  | ワルター・カラガニコ陸軍少将 Walter Carganico                                              | 1967年10月1日 | 1970年9月30日 |
| 7  | ホルスト・オルロフ陸軍少将 Horst Ohrloff                                                   | 1970年10月1日 | 1974年9月30日 |
| 8  | エーベルハルト・ブラント陸軍少将 Eberhard Burandt                                          | 1974年10月1日 | 1978年3月31日 |
| 9  | フランツ＝ヨアヒム・フォン・ロッド陸軍少将 Franz-Joachim von Rodde                         | 1978年4月1日  | 1983年3月31日 |
| 10 | ヴォルフガング・テベ陸軍少将 Wolfgang Tebbe                                                | 1983年4月1日  | 1984年12月6日 |
| 11 | クラウス・ネネクル陸軍准将 Klaus Nennecke                                                  | 1984年12月7日 | 1985年3月31日 |
| 12 | ハラルド・シュルツ陸軍少将 Harald Schulz                                                   | 1985年4月1日  | 1988年3月10日 |
| 13 | ヨルク・シェーンボーム陸軍少将 de:Jörg Schönbohm                                           | 1988年3月11日 | 1989年1月5日  |
| 14 | ヴィンフリート・ヴィーク陸軍少将 Winfried Weick                                            | 1989年1月6日  | 1991年9月11日 |
| 15 | ゲルト・シュルツェ＝ローンホフ陸軍少将 de:Gerd Schultze-Rhonhof                            | 1991年9月12日 | 1994年9月30日 |